# Enzo Espa
Enzo Espa (Nuoro, 3 marzo 1919 – Sassari, 14 dicembre 2014) è stato un glottologo ed etnologo italiano, che divenne soprattutto noto come autore del Dizionario Sardo Italiano dei parlanti la lingua logudorese, un volume di 1430 pagine, e di una raccolta in due volumi dei detti e proverbi sardi di testi sulla tradizione sarda, che registra circa 6.500 espressioni.
A lungo corrispondente de La Nuova Sardegna, la sua ricerca si focalizzò soprattutto sulle tradizioni agricole e pastorali sarde, indagando il patrimonio culturale legato ai riti e alle manifestazioni della vita in Sardegna: dai proverbi ai canti a ballo, dai muttos ai duru duru, dalla medicina popolare alle maledizioni e benedizioni e ha fatto emergere il senso e il valore originale della comunità sarda.
Promotore dell’importanza dell’oralità, conoscitore e studioso della cultura e della lingua sarda, analizzò l'arcaicità di certi testi popolari della lingua logudorese (duinas, tertzinas, quartinas, muttos, undighinas, ottavas e treighinas), di cui si riscontrano corrispondenze in alcune rare aree più conservative del continente europeo. Tenne conferenze-lezione sul canto e sulla poesia nella scansione del vivere del popolo sardo e nella funzione del conservare e tramandare la storia e la cultura della sua terra.
Conoscitore del grande universo dei migranti, fu referente scientifico del Circolo Culturale Sardo di Biella: a "Su Nuraghe" di Biella sono custodite alcune opere che egli donò quale prima dotazione per l’allora costituenda biblioteca.

## Biografia
Nato a Nuoro, si laureò in lettere alla Sapienza di Roma, con Natalino Sapegno, discutendo una tesi sugli scrittori realistici dei primi secoli. Rientrato in Sardegna, dal 1954 visse a Sassari, dove fu docente di lettere presso l'Istituto Magistrale.
Per più di dieci anni fu presidente della sezione di Sassari della Società Dante Alighieri, Comitato di Sassari. Per più di quindici anni fu collaboratore di Francesco Alziator nella cattedra di Storia delle Tradizioni Popolari presso l'Università degli Studi di Sassari.
Nel 1985 il Presidente della Repubblica Sandro Pertini gli conferì diploma di benemerenza (con medaglia d'oro) per la Scuola, la Cultura e l'Arte.
Con il suo lavoro di ricerca, portato avanti fin dal periodo degli studi liceali attraverso informatori locali, raccolse dati per un archivio che arricchì le basi di studio su cultura e tradizioni della Sardegna, in particolare dell'area Logudorese. Nella Premessa al Dizionario di Espa, lo storico Giulio Paulis afferma che ”Espa non teme confronti: pochi hanno investigato e conoscono intimamente la cultura sarda come lui e sono in grado di associare una conoscenza di questo tipo a una completa padronanza della lingua."
Espa divenne noto anche per i suoi studi sull'Archivio pittorico della città di Sassari.

## Riferimenti
Il suo lavoro sulla lingua sarda e paleosarda è citato in diverse pubblicazioni a tema etnologico e linguistico come in Tharros Felix, in cui sono riportate le sue analisi sui lemmi e sulle usanze o nell'Archivio per l'antropologia che cita i suoi studi su pastori e pastorizia o nell'Antologia delle tradizioni popolari in Sardegna per la sua valorizzazione delle poesie, proverbi, filastrocche e detti sardi o riguardo alle trasformazioni del linguaggio.
In Manuale di linguistica Sarda si parla dell'opera di Espa soprattutto in relazione al lavoro di riscoperta delle tradizioni popolari sarde, nonché del suo lavoro sulle unità linguistiche lessicali: in quella che il Eduardo Blasco Ferrer definisce una lusinghiera dotazione fraseologica, si evidenzia che per l'unità lessicale jòcu (gioco) Espa raccoglie ben 150 forme espressive. Alina Zvonareva, negli atti del Congreso Internacional de Lingüística y de Filología Románicas cita il Dizionario di Espa a proposito degli arcaismi nella lingua sarda
L'autore è citato nel Dizionario enciclopedico della letteratura di Sardegna.

## Pubblicazioni

### Studi
- Racconti Nuoresi, Edizioni Guido Fossataro, Cagliari, 1977
- Benedizioni nuziali sarde,  Università di Sassari, ed. Gallizzi, 1977
- Nuoro in Pelea, dopo il Giorno del Giudizio di Salvatore Satta, ed. Solinas, Nuoro, 1978
- I castelli della Sardegna centro-orientale, ed. Gallizzi, Sassari, 1978 (con A. Cesaraccio)
- Limbudu, Cantones, ed. Gallizzi, Sassari, 1979
- Dalla Civiltà nuragica agli anni '80 - Poesia come salvezza, Atti del convegno nazionale Selargius, 1980
- Gli arcobaleni, saggi di cultura e vita sarda,  Edizioni tipografia Solinas, Nuoro, 1980
- I proverbi sardi dei parlanti la lingua sarda logudorese, Edizioni Gallizzi, Sassari, 1981 (volume I e II)
- Il pastore e Caterina, L'Asfodelo, Sassari, 1983
- Sardegna: un lembo di Costa Orientale, celebrazioni per il I decennale del Circolo Su Nuraghe, Comune di Biella, 1989
- I quaderni di Bartolo, Stampacolor, Muros, 1991
- Gosos de Santu Mengu Gloriosu de Ossi, Edizioni Nemapress, 1995
- Vino, Uva, Vigna, proverbi e detti dei parlanti la lingua sarda-logudorese, Edizioni Scriptorium, Stampa Moderna, Sassari, 1998
- Dizionario Sardo Italiano dei parlanti la lingua logudorese, Edizioni Carlo Delfino, Sassari, 1999, ristampato da La nuova Sardegna nel 2008.
- I Candelieri nella storia di Sassari, ed. A.C.S. Monastir, 1999
- Nìnnidos, Cànticos, Gosos de Nadale e des sos Tres Res in sas limbas de Sardignia, ed. Testum.Ghilarza, 1999
- Serenate di Sardegna, Tipografia ghilarzese, Testum edizioni. Ghilarza, 2000 (con A. Manca)
- In punta 'e pedes - Campo semantico della parola Pede, pei, pè in cultura sarda-logudorese, ed. tipografia Trudu, Cagliari, 2007.

### Curatele
- Bernardo Zizi, Poesia-sonettos-modas-ottavas,  ed. Solinas, Nuoro, 2002
- Enrico Costa, Archivio pittorico della città di Sassari, Chiarella, Sassari, 1976
- Siniscola, dalle origini ai giorni nostri,  il Torchietto, Ozieri, 1994.